# Lijst van rijksmonumenten in Denekamp
De plaats Denekamp telt 47 inschrijvingen in het rijksmonumentenregister. Hieronder een overzicht.
| Object | Oorspronkelijke functie?  | Bouwjaar                    | Architect         | Locatie                    | Coördinaten?                  | Nr.?   | Afbeelding                                                                                 |
| --- | ------------------------- | --------------------------- | ----------------- | -------------------------- | ----------------------------- | ------ | ------------------------------------------------------------------------------------------ |
| Hervormde kerk | Kerk en kerkonderdeel     | 1810 (bouw) 1840 (verb.)    |                   | Grotestraat 3              | 52° 22' 29" NB, 7° 0' 16" OL  | 12329  | Meer afbeeldingen                                                                          |
| Toren Sint-Nicolaaskerk | Kerk en kerkonderdeel     | tweede helft 15e eeuw       |                   | Kerkplein 1                | 52° 22' 29" NB, 7° 0' 20" OL  | 12330  | Meer afbeeldingen                                                                          |
| Noord Deurningen | Erfscheiding              | siervazen (midden 18e eeuw) |                   | Gravenallee 30             | 52° 23' 34" NB, 7° 0' 27" OL  | 12334  | Meer afbeeldingen                                                                          |
| Pand met eenvoudige lijstgevel met ingezwenkte zijstukken en voordeur met pilasteromlijsting | Werk-woonhuis             | ca. 1800 (winkelinterieur)  |                   | Kerkplein 2                | 52° 22' 28" NB, 7° 0' 22" OL  | 12337  | Meer afbeeldingen                                                                          |
| Sint Nicolaasmolen | Industrie- en poldermolen | 1859                        |                   | Ootmarsumsestraat bij 24   | 52° 22' 38" NB, 6° 59' 60" OL | 12338  | Meer afbeeldingen                                                                          |
| Israelitische begraafplaats | Begraafplaats en -onderdl |                             |                   | Knik bij 49                | 52° 23' 3" NB, 7° 0' 2" OL    | 12342  | Meer afbeeldingen                                                                          |
| Kanaal, gebouwde onderleider van de Dinkel met schuiven, ijzeren ophaalinstallatie en brug | Waterkering en -doorlaat  | 1904                        |                   | Kampstieweg bij 5          | 52° 23' 15" NB, 6° 58' 7" OL  | 12344  | Kanaal, gebouwde onderleider van de Dinkel met schuiven, ijzeren ophaalinstallatie en brug |
| Boerderij, waarbij het vakwerk in de wanden van het bedrijfsgedeelte vrijwel volledig bewaard is gebleven | Boerderij                 |                             |                   | Lubberdinksweg 15          | 52° 23' 28" NB, 7° 0' 41" OL  | 12360  | Meer afbeeldingen                                                                          |
| Tot zomerhuisje verbouwd en gerestaureerd vakwerkboerderijtje | Boerderij                 |                             |                   | Rammelbeekweg 16           | 52° 24' 43" NB, 7° 1' 38" OL  | 12361  | Meer afbeeldingen                                                                          |
| Borgelinkmolen / Brandehofmolen | Industrie- en poldermolen | 1818                        |                   | Lattropperstraat bij 25    | 52° 22' 56" NB, 7° 0' 0" OL   | 421910 | Meer afbeeldingen                                                                          |
| Singraven: koetshuis met bedrijfsgedeelte | Bijgebouwen kastelen enz. | 1868                        |                   | Molendijk 39               | 52° 22' 27" NB, 6° 58' 56" OL | 508934 | Upload foto                                                                                |
| Singraven: grafkelder | Begraafplaats en -onderdl | 1864                        |                   | Molendijk bij 37           | 52° 22' 30" NB, 6° 58' 58" OL | 508935 | Meer afbeeldingen                                                                          |
| Singraven: twee identieke poortwoningen | Dienstwoning              | 1937                        | Andries de Maaker | Kasteellaan 1              | 52° 22' 57" NB, 6° 59' 6" OL  | 508936 | Meer afbeeldingen                                                                          |
| Singraven: badhuis behorende bij de buitenplaats singraven | Gezondheidszorg           | 1937                        | Andries de Maaker | Kasteellaan bij 1          | 52° 22' 56" NB, 6° 59' 8" OL  | 508937 | Upload foto                                                                                |
| Singraven: toegangshek, behorende bij de buitenplaats singraven, gelegen aan begin van kasteellaan tussen twee poortwoningen | Erfscheiding              | 1937                        | Andries de Maaker | Kasteellaan bij 1          | 52° 22' 56" NB, 6° 59' 8" OL  | 508938 | Upload foto                                                                                |
| Singraven: toegangshek, gelegen aan het einde van de kasteellaan aan de zuidkant van de molendijk voor het huis singraven, behorende tot de buitenplaats singraven | Erfscheiding              | 1937                        |                   | Kasteellaan bij 1          | 52° 22' 30" NB, 6° 58' 58" OL | 508939 | Meer afbeeldingen                                                                          |
| Sint-Nicolaaskerk | Kerk en kerkonderdeel     | 1912                        |                   | Kerkplein 1                | 52° 22' 29" NB, 7° 0' 21" OL  | 508941 | Meer afbeeldingen                                                                          |
| Pastorie | Kerkelijke dienstwoning   | 1912                        |                   | Kerkplein 3                | 52° 22' 28" NB, 7° 0' 21" OL  | 508942 | Meer afbeeldingen                                                                          |
| Auskamp | Boerderij                 | 1934                        | Andries de Maaker | Ootmarsumsestraat 63       | 52° 23' 0" NB, 6° 58' 37" OL  | 508944 | Meer afbeeldingen                                                                          |
| Singraven: Sonderhuis | Boerderij                 | 1936                        |                   | Molendijk 26               | 52° 22' 33" NB, 6° 59' 13" OL | 508948 | Upload foto                                                                                |
| Singraven: Bartels | Boerderij                 | 1930                        |                   | Molendijk 26               | 52° 22' 33" NB, 6° 59' 13" OL | 508949 | Meer afbeeldingen                                                                          |
| Singraven: Boerderij met jachtkamer met voormalige gelagkamer en schuur, behorende tot het watermolenensemble op het landgoed singraven, dat zich ten noordwesten van het huis singraven bevindt | Boerderij                 | 1896                        |                   | Schiphorstdijk 4           | 52° 22' 35" NB, 6° 58' 49" OL | 508951 | Upload foto                                                                                |
| Grenspaal aan de Nordhornsestraat die de rijksgrens Nederland-Hannover markeerde | Grensafbakening           | 1890                        |                   | Nordhornsestraat bij 236   | 52° 24' 11" NB, 7° 2' 7" OL   | 508952 | Grenspaal aan de Nordhornsestraat die de rijksgrens Nederland-Hannover markeerde           |
| Raadhuis | Bestuursgebouw en onderdl | 1919-1920                   |                   | Grotestraat 1              | 52° 22' 29" NB, 7° 0' 17" OL  | 508954 | Meer afbeeldingen                                                                          |
| Herenhuis | Woonhuis                  | ca. 1910                    |                   | Nordhornsestraat 35        | 52° 22' 46" NB, 7° 0' 35" OL  | 508955 | Upload foto                                                                                |
| Singraven: dubbele dienstwoning | Dienstwoning              | 1933                        |                   | Kasteellaan 4              | 52° 22' 53" NB, 6° 58' 48" OL | 508956 | Meer afbeeldingen                                                                          |
| Singraven: dubbele dienstwoning | Dienstwoning              | 1921                        |                   | Schiphorstdijk 6           | 52° 22' 36" NB, 6° 58' 48" OL | 508957 | Upload foto                                                                                |
| Singraven: schuur | Bijgebouwen kastelen enz. | 1932                        |                   | Schiphorstdijk tegenover 6 | 52° 22' 35" NB, 6° 58' 46" OL | 508958 | Upload foto                                                                                |
| Singraven: schuur | Bijgebouwen kastelen enz. | 1935                        |                   | Schiphorstdijk bij 6       | 52° 22' 36" NB, 6° 58' 48" OL | 508959 | Upload foto                                                                                |
| Singraven: Huis Singraven | Kasteel, buitenplaats     | 1415                        |                   | Molendijk 37               | 52° 22' 27" NB, 6° 58' 57" OL | 519487 | Meer afbeeldingen                                                                          |
| Singraven: historische tuin- en parkaanleg | Tuin, park en plantsoen   |                             |                   | Molendijk bij 37           | 52° 22' 38" NB, 6° 58' 44" OL | 519488 | Meer afbeeldingen                                                                          |
| Singraven: waterput | Tuin, park en plantsoen   | ca. 1870                    |                   | Molendijk bij 37           | 52° 22' 27" NB, 6° 58' 57" OL | 519489 | Meer afbeeldingen                                                                          |
| Singraven: zes identieke tuinvazen (op Bentheimer zandstenen sokkels. De bolvormige tuinvazen met knorren, vrouwenhoofden en bekroond door een deksel zijn opgeslagen; op de plaats van de vier 18de-eeuwse originelen staan thans zes replica's van beton. De uitzwenkende geprofileerde sokkel staat op een bakstenen voetje.) | Tuin, park en plantsoen   |                             |                   | Molendijk bij 37           | 52° 22' 30" NB, 6° 58' 57" OL | 519490 | Meer afbeeldingen                                                                          |
| Singraven: borstbeeld van Pan of Saterfiguren op hoge zandstenen piedestal | Tuin, park en plantsoen   | 18e eeuw                    |                   | Molendijk bij 37           | 52° 22' 31" NB, 6° 58' 59" OL | 519491 | Meer afbeeldingen                                                                          |
| Singraven: tuinbankjes | Tuin, park en plantsoen   | 18e eeuw                    |                   | Molendijk bij 37           | 52° 22' 29" NB, 6° 58' 59" OL | 519492 | Meer afbeeldingen                                                                          |
| Singraven: sokkel met zonnewijzer | Tuin, park en plantsoen   | 18e eeuw                    |                   | Molendijk bij 37           | 52° 22' 28" NB, 6° 58' 57" OL | 519493 | Meer afbeeldingen                                                                          |
| Singraven: twee tuinvazen; de vaas met deksel is gedecoreerd in de trant van Marot met ruitmotief en festoenen | Tuin, park en plantsoen   | 1720                        |                   | Molendijk bij 37           | 52° 22' 28" NB, 6° 58' 56" OL | 519494 | Meer afbeeldingen                                                                          |
| Singraven: sokkel | Tuin, park en plantsoen   | 1780-1810                   |                   | Molendijk bij 37           | 52° 22' 28" NB, 6° 58' 56" OL | 519495 | Meer afbeeldingen                                                                          |
| Singraven: houten brug | Tuin, park en plantsoen   |                             |                   | Molendijk bij 37           | 52° 22' 28" NB, 6° 58' 55" OL | 519496 | Meer afbeeldingen                                                                          |
| Singraven: tuintafel | Tuin, park en plantsoen   |                             |                   | Molendijk bij 37           | 52° 22' 28" NB, 6° 58' 54" OL | 519497 | Meer afbeeldingen                                                                          |
| Singraven: zonnewijzer | Tuin, park en plantsoen   |                             |                   | Molendijk bij 37           | 52° 22' 28" NB, 6° 58' 52" OL | 519498 | Meer afbeeldingen                                                                          |
| Singraven: brug | Tuin, park en plantsoen   |                             |                   | Molendijk bij 37           | 52° 22' 31" NB, 6° 58' 50" OL | 519499 | Upload foto                                                                                |
| Singraven: toegangshekje | Tuin, park en plantsoen   |                             |                   | Molendijk bij 37           | 52° 22' 34" NB, 6° 58' 44" OL | 519500 | Upload foto                                                                                |
| Singraven: watermolen | Bijgebouwen kastelen enz. | 1448                        |                   | Schiphorstdijk 2           | 52° 22' 36" NB, 6° 58' 51" OL | 519502 | Meer afbeeldingen                                                                          |
| Singraven: stuw | Bijgebouwen kastelen enz. |                             |                   | Schiphorstdijk bij 4       | 52° 22' 35" NB, 6° 58' 50" OL | 519503 | Meer afbeeldingen                                                                          |
| Singraven: twee zandstenen vazen op hardstenen voeten. De rijk gebeeldhouwde vazen zijn bekroond door een deksel | Tuin, park en plantsoen   |                             |                   | Kasteellaan bij 2          | 52° 22' 50" NB, 6° 59' 5" OL  | 519504 | Upload foto                                                                                |
| Singraven: brug | Tuin, park en plantsoen   | 1920                        |                   | Kasteellaan bij 6          | 52° 22' 20" NB, 6° 59' 8" OL  | 519505 | Upload foto                                                                                |